# Windpark Har Bnei Rasan
Der Windpark Har Bnei Rasan befindet sich auf den 1967 von Israel besetzten und 1981 annektierten Golanhöhen. Völkerrechtlich gehört das Gebiet zu Syrien.

## Lage

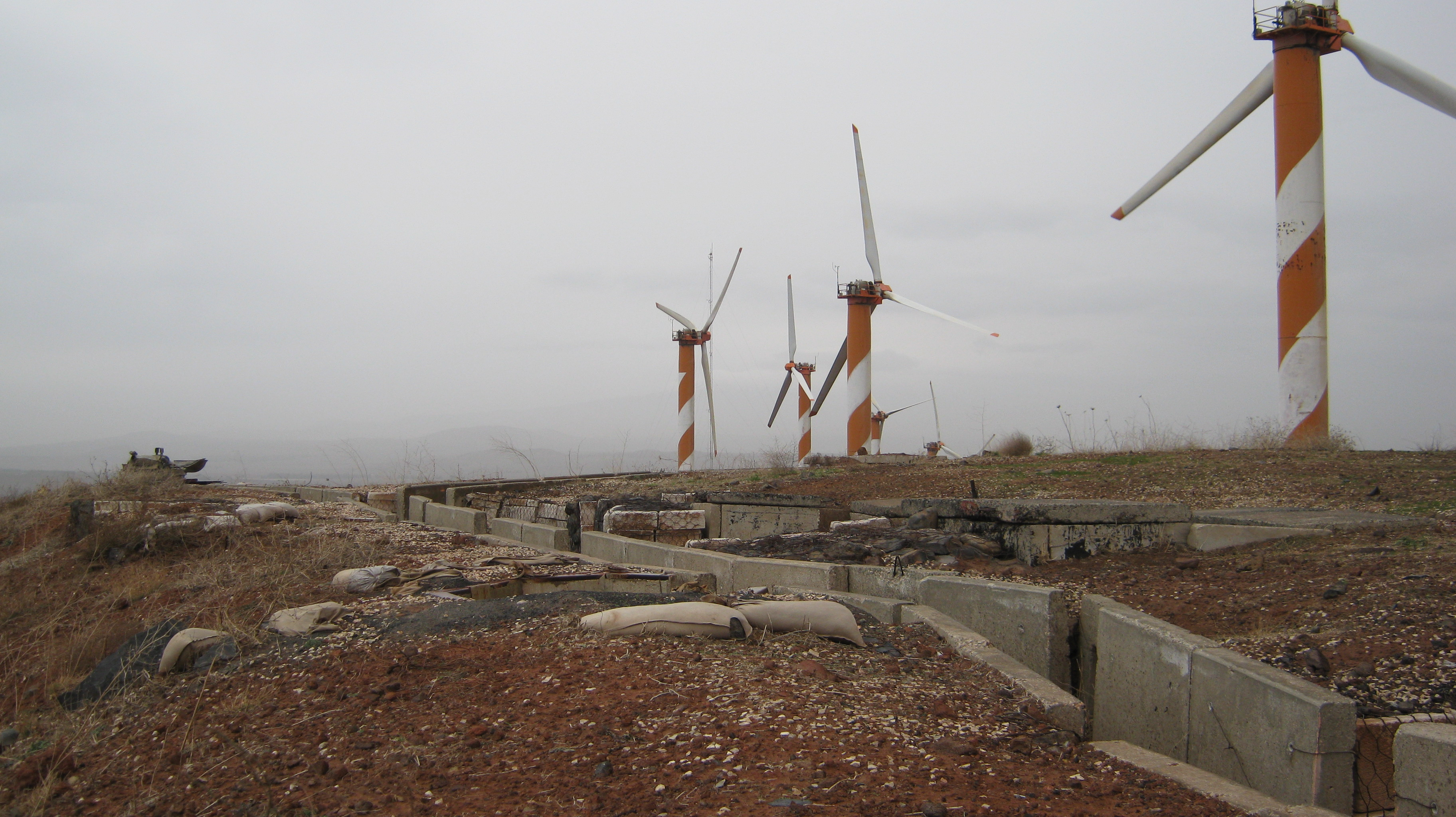
Militärische Anlagen unter den Turbinen

Der Windpark befindet sich auf dem Har Bnei Rasan, etwa 5 km von der Stadt Quneitra entfernt. Die zehn Turbinen sind direkt auf dem Har Bnei Rasan, 1050 m über dem Meeresspiegel aufgebaut. Von der Straße 98 führt eine öffentliche Schotterstraße auf den Berg bis zu den Turbinen. Die Straße ist in einem schlechten Zustand, kann aber mit Autos befahren werden.

## Der Windpark
Die 10 Turbinen mit einer Leistung von je 0,6 MW sind in einer geknickten Linie aufgestellt. Betrieben wie der Windpark von Mey Eden, der Firma, die auch das bekannte „Eden-Mineralwasser“ in Israel abfüllt.